# 大島優子味之素球場畢業演唱會
大島優子味之素球場畢業演唱會～6月8日的降水確率56%（5月16日預測）、晴天娃娃是不是真的有效？～（日语：大島優子卒業コンサートin味の素スタジアム〜6月8日の降水確率56%（5月16日現在）、てるてる坊主は本当に效果があるのか？〜）是AKB48及其姊姊團體於2014年6月8日於味之素球場舉辦的一場室外演唱會。

## 概要
本場演唱會是代替原定於2014年3月30日舉行的AKB48單獨與集團國立競技場春季演唱會第二天公演，因當日預報的天氣情况過於惡劣而在開演前叫停，大島優子的畢業典禮也因此而順延到本場演唱會中舉行。由於演唱會舉行之前2個星期（5月16日）的天氣預報預料演唱會當天的降雨機率非常高，所以成員們都在演唱會前製作了多個晴天娃娃，祈望當天的天氣能夠允許演唱會順利舉行。

## 曲目
- 幕前播报：大島優子

1. 《overture》
2. 《淚中帶笑》（泣きながら微笑んで）－ 大島優[註 1]
3. 《無限重播》（ヘビーローテーション）－ 全員
4. 《想見你》（会いたかった）－ 全員
5. 《Everyday、髮箍》（Everyday、カチューシャ）－ 全員
6. 《飛翔入手》（フライングゲット）－ 全員[註 2]
7. 《少女們》（少女たちよ）－ 37th選抜成員
8. 《心愛的對手》（愛しきライバル）－ Team K
9. 《芳心逃脫遊戲》（ハートの脱出ゲーム）－ Team 4
10. 《你如此任性》（君は気まぐれ）－ Team A
11. 《B花園》（Bガーデン）－ Team B
12. 《因為有你在》（あなたがいてくれたから）－ 大島優
13. 《不怕聲名狼藉！》（スキャンダラスにいこう）－ 大島優、小嶋陽
14. 《我 朱麗葉與雲霄飛車》（僕とジュリエットとジェットコースター）－ 大島優、田野、武藤
15. 《週末Not yet》（週末Not yet）－ Not yet
16. 《重力共鳴》（重力シンパシー）
17. 《Maybe是藉口》（言い訳Maybe）－ Team 8
18. 《伊维萨女孩》（イビサガール）－ NMB48
19. 《海岸邊最可愛的女孩！》（ナギイチ）－ NMB48
20. 《摇滚吧、人生就是…》（ロックだよ！人生は…）－ HKT48
21. 《蜜瓜汁》（メロンジュース）－ HKT48
22. 《未來是什麼？》（未来とは?）－ SKE48
23. 《Okey Dokey》（オキドキ）－ SKE48
24. 《AKB盛典》（AKBフェスティバル）
25. 《機尾雲》（ひこうき雲）
26. 《教教我吧Mommy》（教えてMommy）-  塚本麻里子、松井珠、渡邊麻、島崎、小嶋真、大和田
27. 《比起昨天更喜歡你》（昨日よりもっと好き）－ Smiling Lions
28. 《After rain》
29. 《因為喜歡你》（君のことが好きだから）
30. 《青春的閃電》（青春の稲妻）－ 大島優、宮澤[註 3]
31. 《曲終人盡》（エンドロール）－  大島優、峯岸、松井珠、山本彩
32. 《1994年的雷鳴》（1994年の雷鳴）－ 大島優、柏木、渡邊麻、松井玲、島崎
33. 《禁忌的2人》（禁じられた二人）－ 大島優、高橋南
34. 《RIVER》
35. 《First Rabbit》（ファースト・ラビット）
36. 《大聲鑽石》（大声ダイヤモンド）
37. 《再見自由式》（さよならクロール）
38. 《格子花紋》（ギンガムチェック）
39. 《約好了唷》（約束よ）

安可曲
1. 《只到今天的旋律》（今日までのメロディー）
2. 《草原的奇蹟》（草原の奇跡）
3. 《支柱》（支え）[註 4]
4. 《勇往直前》（前しか向かねえ）
5. 《無限重播》（ヘビーローテーション） [註 5]
6. 《拉布拉多獵犬》（ラブラドール・レトリバー）

## 腳註
1. ↑  由歌曲作者井上义正（日语：井上ヨシマサ）以鋼琴伴奏
2. ↑  大島優子為本曲Center
3. ↑  踢踏舞版本
4. ↑  演唱途中大島優子與全體AKB48 Group參與演出的成員逐一握手
5. ↑  演唱後大島優子正式離場